# Filinia pejleri
Filinia pejleri är en hjuldjursart som beskrevs av Hutchinson 1964. Filinia pejleri ingår i släktet Filinia och familjen Trochosphaeridae. Inga underarter finns listade i Catalogue of Life.